# Drăguș
Drăguș (in ungherese Dragus, 
in tedesco Drachendorf) è un comune della Romania di 1183 abitanti, ubicato nel distretto di Brașov, nella regione storica della Transilvania.